# صفحه‌ی قفل

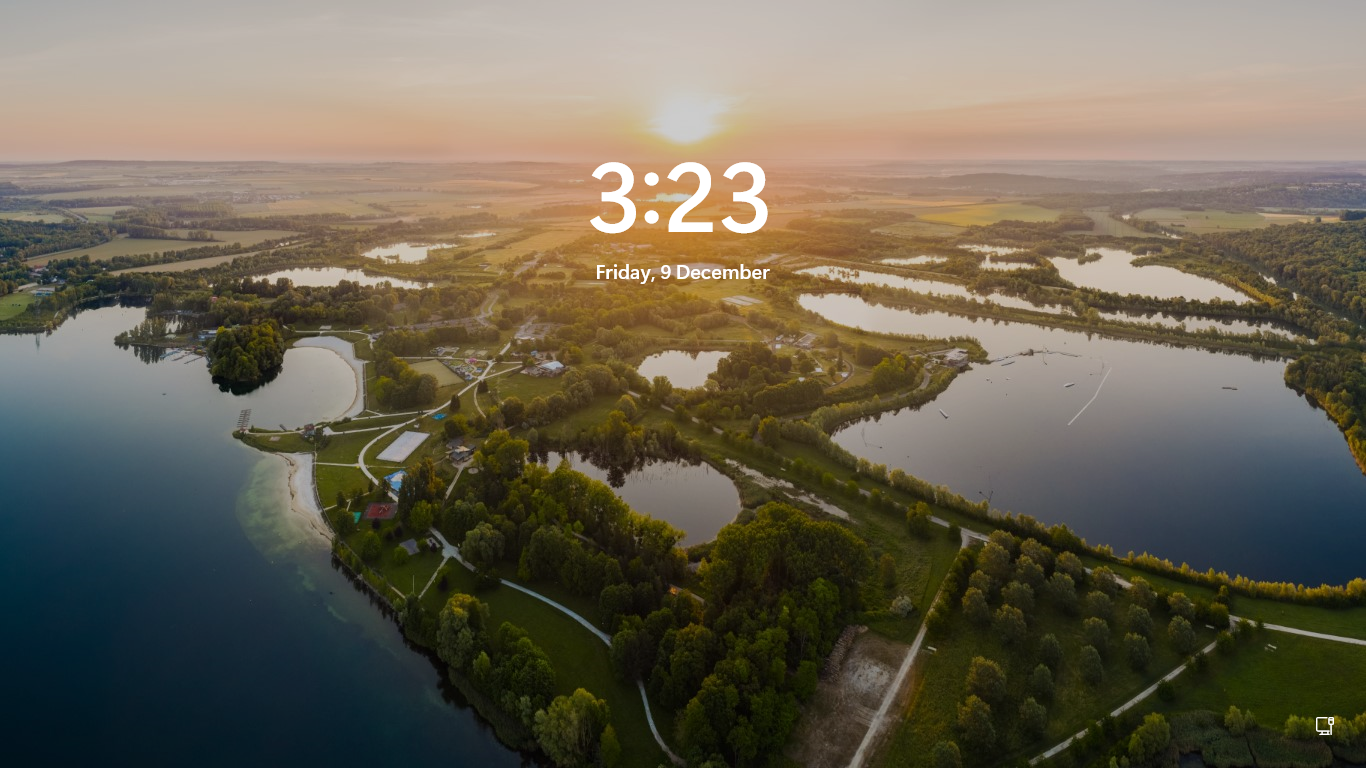
صفحه قفل ویندوز ۱۱

صفحه قفل عنصری درون رابط کاربری رایانه است که توسط سیستم عامل‌های مختلف استفاده می‌شود. صفحه‌های قفل دسترسی فوری به یک دستگاه را از طریق وادار کردن کاربر به انجام عملیاتی خاص برای دریافت دسترسی را فراهم می‌کند، مانند وارد کردن رمز عبور، استفاده از ترکیب دکمه‌های خاص، یا انجام یک حرکت خاص با استفاده از صفحه لمسی دستگاه. روش‌های مختلف احراز هویت برای عبور از قفل صفحه وجود دارد، که رایج‌ترین آنها پین‌کد‌ها، الگوهای بیومتریک (مانند شناسه لمسی و تشخیص چهره) است.